# وليد محبوب
وليد محبوب لاعب كرة قدم سعودي.

## مسيرة اللاعب
كانت بداياته مع النادي الأهلي في الفئات السنية بعدها انتقل إلى نادي أبها وفي ديسمبر 2008 انتقل إلى نادي الوحدة ومثله عدة مواسم وبعد هبوط الوحدة إلى دوري الدرجة الأولى وقع مع نادي الأنصار في 2011 والانتقالات الشتوية في بداية عام 2012 انتقل إلى نادي الاتفاق و عاد بعدها إلى نادي الوحدة و بعدها لعب في نادي جدة ونادي الانتصار ونادي العلا.

## روابط خارجية
- وليد محبوب على موقع قاعدة بيانات كرة القدم.إي يو (الإنجليزية)
- وليد محبوب على موقع Soccerway.com (الإنجليزية)
- وليد محبوب على موقع كووورة